# 1-й Рабфаковский переулок (Санкт-Петербург)
1-й Рабфа́ковский переулок — переулок в Невском районе Санкт-Петербурга. Проходит от улицы Грибакиных до Рабфаковской улицы.

## История
Получил название 1-й Рабфаковский переулок 6 декабря 1976 года, «в память первых рабочих университетов (рабфаков), созданных в 1919 году».

## Достопримечательности
- СПБ ГУЗ Городская психиатрическая больница № 6